# Haldorus divergens
Haldorus divergens är en insektsart som beskrevs av De Menezes 1973. Haldorus divergens ingår i släktet Haldorus och familjen dvärgstritar. Inga underarter finns listade i Catalogue of Life.